# Limonia firestonei
Limonia firestonei är en tvåvingeart som beskrevs av Alexander 1930. Limonia firestonei ingår i släktet Limonia och familjen småharkrankar.
Artens utbredningsområde är Liberia. Inga underarter finns listade i Catalogue of Life.